# Espace 251 Nord
Espace 251 Nord est un centre d'art contemporain se situant à Liège, dans le quartier Saint Léonard, et créé en 1983. L'association a pour but de promouvoir les artistes.
Le centre d'art a organisé des expositions mettant en valeur les œuvres d'artistes contemporains belges comme Charlotte Beaudry, Michel François, Roger Jacob, Ann Veronica Janssens, Eric Duyckaert  et d'artistes internationaux tels que James Coleman, Olafur Eliasson, Cindy Sherman.

## Historique
Le bâtiment d'Espace 251 Nord asbl se situe au no 251 de la rue Vivegnis, dans le quartier Saint-Léonard, banlieue nord de la ville de Liège. Formée en mai 1984, sur base d'une activité menée dès le mois de mai 1983, l'asbl occupe l'ancien siège administratif de la Société anonyme de charbonnage Bonne-Espérance, Batterie, Bonne-Fin et Violette.
Cette Société est née de l'amalgame de plusieurs entreprises charbonnières fondées au XIXe siècle, elles-mêmes héritières de diverses petites exploitations dont l'origine remonte à l'ancien régime. Les charbonnages de la Batterie (Liège, 1830) et de Bonne-Espérance (Herstal, 1837) s'associent en 1859 pour former la Société Anonyme de Bonne-Espérance et Batterie. Celle-ci acquiert en 1899 la concession des charbonnages de la Violette (Jupille, 1759) et, en 1927, celle de Wandre (Wandre, 1827). Enfin, le 10 juillet 1950, elle fusionne avec la Société Anonyme des Charbonnages de Bonne-Fin (1759, Liège et Ans).
En 1865, « Bonne-Espérance-Batterie » détient déjà la parcelle cadastrale du 251 de la rue Vivegnis. Le 25 juin 1897, le conseil d'administration y autorise la construction de bureaux : « bâtiments pour atelier, magasins, infirmerie et ce tout conformément au plan présenté au conseil ».

### Architecture

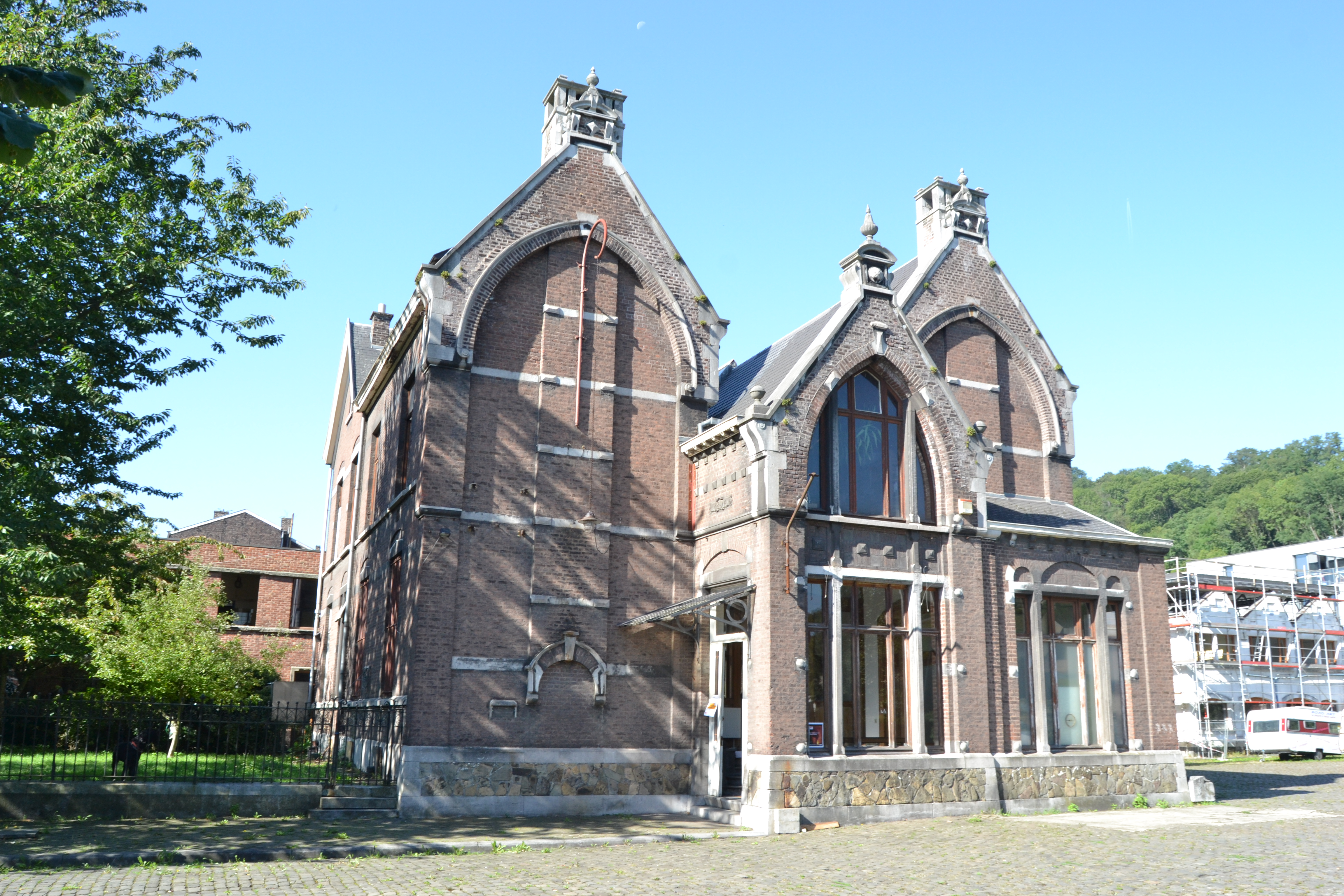
Ancien siège social de la Société anonyme des Charbonnages de Bonne Espérance, Batterie, Bonne-Fin et Violette

L'architecte est François Hens, né à Liège en 1864. Le 7 février 1898, le gros-œuvre est achevé. Divers documents gardent la trace de quelques ajouts (buanderie, bains-douches, réfectoire), démolitions (annexe), transformations et aménagements (créations de baies dans les combles) ponctuant la vie du bâtiment jusqu'à sa réaffectation - essentiellement affective dans un premier temps - de 1983.
Le 251 de la rue Vivegnis est un exemple remarquable d'architecture industrielle. Le bâtiment allie robustesse et esthétique. Il est constitué d'une épaisse maçonnerie de brique et d'importantes pierres de taille sur quatre façades. La symétrie, en règle dans l'ensemble du bâtiment, est brisée au niveau de la façade principale perpendiculaire à la rue. Cette partie du plan et son élévation suggèrent un avant-corps central. Or, où l'on s'attendrait à découvrir un retrait dans la partie droite de celle-ci (tout comme on la trouve dans la partie gauche), on trouve une continuité. La décoration, l'utilisation des matériaux et l'étude technique du plan donnent pourtant à penser que cette partie est postérieure (de très peu) au gros-œuvre de la construction.
Le bâtiment comporte trois travées sur quatre niveaux. Les caves, tout d'abord, sont constituées de murs de refend orthogonaux percés de baies en plein-cintre hautes et étroites. La fermeture supérieure est constituée d'une structure continuée de voussettes de briques. Les vastes pièces du rez-de-chaussée sont hautes de quatre mètres, sous un plafond polychrome en céramique qui est scandé par des poutrelles d'acier. Il présente une trame orthogonale et symétrique. Les modules de circulation verticale escaliers de l'entrée et de l'étage sont situés dans l'axe du bâtiment et les circulations au sol sont perpendiculaires à celui-ci. La travée centrale du premier étage abrite la « chapelle », recouverte d'une verrière assurant un éclairage zénithal. Les combles, enfin, dévoilent la structure métallique à tirants croisés de la toiture. L'éclairage naturel provient de quelques lucarnes. La toiture est à double versant en « U ». Les structures au sol sont couvertes de dalles en pierre pour le rez-de-chaussée et de planchers en chêne pour les étages supérieurs. L'imposant escalier est en fonte, portes et lambris en chêne.
En occupant ce lieu laissé à l'abandon, Espace 251 Nord inscrit son projet artistique et événementiel dans une volonté de recyclage et de construction dynamique d'un lien entre le passé et le présent de la vie liégeoise. Par cet intérêt archéologique, historique et social, Espace 251 Nord ancre sa démarche de promotion de l'art contemporain dans un lieu et une histoire. Dès le début de son occupation, l'asbl prend en charge l'aménagement et la réaffectation du lieu. En 1987, la Fondation Roi Baudouin accorde à l'asbl, pour la restauration des verrières de la « chapelle », le prix du concours « Entreprendre pour sauvegarder ». Cette politique de sauvegarde et de restauration s'assortit à une volonté de détournement de la destination première du lieu. Outre les nombreux événements organisés intra muros (performances, expositions, concerts, résidences), le bâtiment est également consacré au travail de bureautique et d'archivage de l'asbl.

## Description

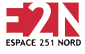
Logo de l'association.

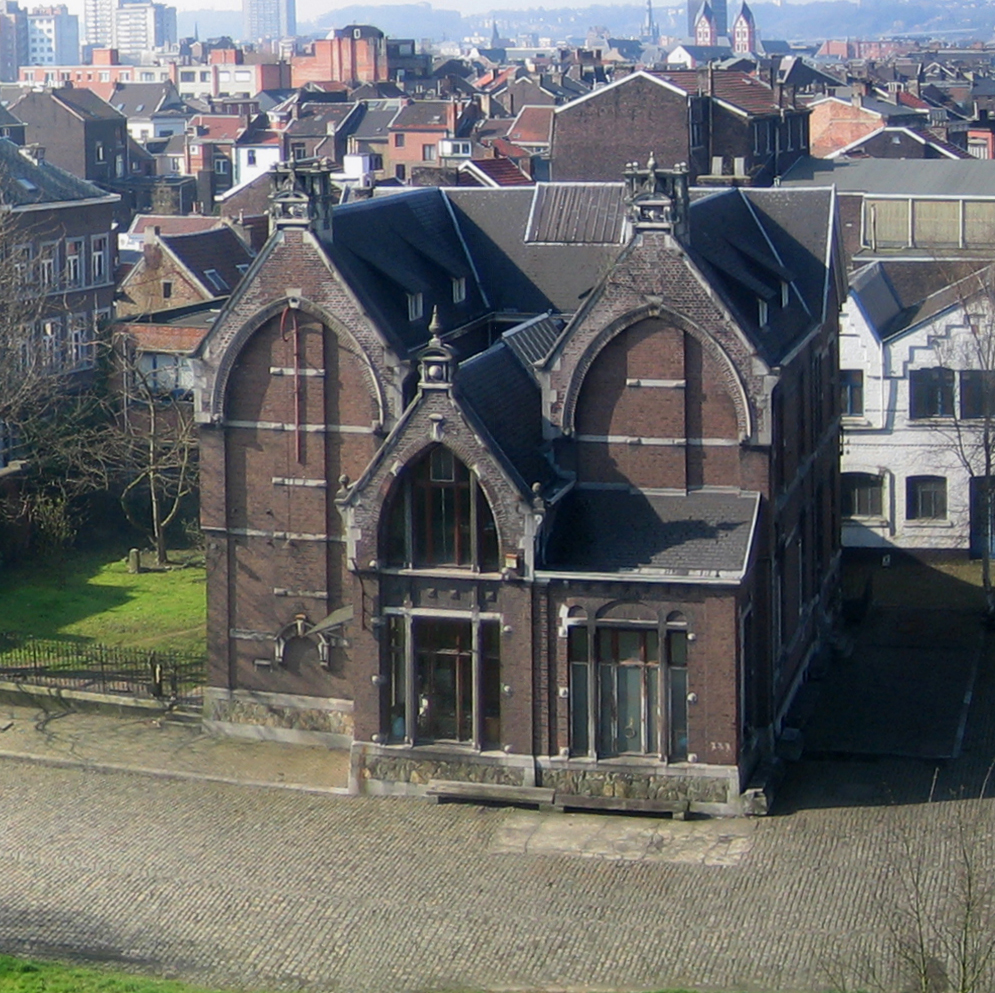
Rue Vivegnis n°251 dans le quartier Saint-Léonard

Espace 251 Nord - art contemporain se consacre au rayonnement des artistes.
Fondé et dirigé depuis 1984 par Laurent Jacob, implanté dans le quartier Saint-Léonard à Liège, Espace 251 Nord développe de nouveaux espaces de production et de diffusion des arts plastiques :
- La brasserie Haecht[7]
- La Comète[8]

## Expositions

### Années 1980

#### 1983
- Paolo Gasparotto, peintre : Exposition personnelle, 14 mai - 11 juin
- Étienne Wéry, peintre et vidéaste : Exposition personnelle, 25 juin - 23 juillet
- Jean-Marie Gheerardijn, photographe : Exposition personnelle, 31 décembre - 8 janvier 1984

#### 1984
- Walter Verdin, vidéaste : Exposition personnelle.
- Jacques Lizène, Le minable music-hall et son chanteur en dessous de tout, vidéaste : Exposition personnelle, 7 janvier
- Éric Duyckaerts, Il y a des événements tellement bien programmés qu'ils sont inoubliables avant même d'avoir eu lieu, peintre : Exposition personnelle, 20 janvier - 22 janvier
- Rencontre / Peintre des Flandres : Exposition collective de onze artistes (Philippe Bouttens, Ingrid Castelein, Franky Deconinck, Frans Gentils, Joris Ghekiere, Mark Maet, Piet Moerman, Paul Morez, Hans Vandekerckove, Fik Van Gestel, Franck Wagemans), 28 janvier - 4 février
- Cinq peintres Liégeois à l'atelier Saint-Anne : Exposition collective de cinq artistes (Marc Angeli, Eric Duyckaerts, Jean-Marie Gheerardijn, Babis Kandilaptis, Jean-Pierre Ransonnet), 17 avril - 4 mai
- Week-end vidéo : Exposition collective de quatre artistes (Jean-Luc Godard, M. Perrin, M.H. Wajnberg, J.C. Alix), mars
- Mythologies Individuelles : Exposition collective (Bruneau, Leo Copers, Luc Coeckelberghs, Monika Droste, Fred Eerdekens, Michel François, Frans Gentils, Philippe Jadot, Ann Veronica Janssens, Johnny Michel, Angel Vergara Santiago, Walter Swennen, Wout Vercamman, Bernard Villers, Claude Yande), 14 avril - 22 avril, aux Cave de Bourgogne (Liège)
- La première chauviniste : Exposition collective de quinze artistes (Eric Duyckaerts, Jacques Lizène, Lucky Strike, Thierry Devillers, Leo Copers, Luc Coeckelberghs, Monika Droste, Fred Eerdekens, Michel François, Frans Gentils, Philippe Jadot, Ann Veronica Janssens, Johnny Michel, Angel Vergara Santiango, Walter Swennen, Wout Vercammen, Bernard Villers, Claude Yande), 7 avril - 20 mai
- Nord-Investigations : Exposition collective de quinze artistes (Yves Bertoni, Michel Boulanger, Luc Coeckelberghs, Daniel Deltour, Christine Dethier, Laurent Jacob, Babis Kandilaptis, Linda Kinsch, Guy Ledune, Jacques Lizène, Jean-Georges Massart, Jacqueline Mesmaeker, Johan Muyle, Jean-Pierre Ransonnet, Patrick Regout), 12 mai - 9 juin
- Confrontation 84 : Exposition collective de vingt-quatre artistes (Albert & Guido, Balau, Brix, Ingrid Castelein, Daled, Jean de la Fontaine, Demuynck, Robert Devriendt, Michel François, Gaube, Jean-Marie Gheerardijn, Sigride Hautman, Damien Hustinx, Kazarian, M. Luyten, Maas and Individual Moving, Jean-Luc Moerman, Nicaise, Renard, Siatidis, Narcisse Tordoir, Fik Van Gestel, Katleen Vermeiren Christos Vouyiouklis), 20 août - 30 août à l'Hôtel de ville de Bruxelles
- Le musée de voyage : Exposition collective de vingt-cinq artistes (Marc Angeli, Marco Badot, Carlos becerra, Rudy Beerens, Michel Boulanger, Philippe Bouttens, Jacques Charlier, Franky Deconinck, Jean de la Fontaine, Filip Francis, Paolo Gasparotto, Joris Ghekiere, G. Glaser, Sigride Hautman, Babis Kandilaptis, Jacques Lizène, M. Luyten, Piet Moerman, Jean-Pierre Ransonnet, Walter Swennen, T. Teeken, Narcisse Tordoir, Fik Van Gestel, Luk Van Soom, Pieter Wehrens), 5 octobre - 5 novembre

#### 1985
- La nouvelle vidéo flamande : Exposition collective de trois artistes (Jan Bultheel, Koen Theys, Walter Verdin), 7 mars
- Le musée de voyage : Exposition collective de vingt-cinq (Marc Angeli, Marco Badot, Carlos becerra, Rudy Beerens, Michel Boulanger, Philippe Bouttens, Jacques Charlier, Franky Deconinck, Jean de la Fontaine, Filip Francis, Paolo Gasparotto, Joris Ghekiere, G. Glaser, Sigride Hautman, Babis Kandilaptis, Jacques Lizène, M. Luyten, Piet Moerman, Jean-Pierre Ransonnet, Walter Swennen, T. Teeken, Narcisse Tordoir, Fik Van Gestel, Luk Van Soom, Pieter Wehrens), 31 mars - 21 avril, à Maastricht
- Image du son : Exposition collective de dix artistes (M. Darge, Max Eastley, Johan Goedhart, Julius, Richard Learman, Baudouin Oosterlynck, Paul Panhuysen, Jon Rose, Georges Smits, Leon Van Noorden, Godfried Wilhem-Raes)
- Wolf Vostell, vidéaste : Exposition personnelle, 26 septembre - 27 septembre
- Place Saint-Lambert Investigations : Exposition collective de trente-neuf artistes (Edward Allington, Marc Angeli, Sandro Antal, Waldo Bien, Guillaume Bijl, Michel Boulanger, Bard Breivik, Jacques Charlier, Leo Copers, Richard Deacon, Luc Deleu, Ivan d'Hondt, Monika Droste, Filip Francis, Michel François, Paul Gees, Jef Geys, Jean Glibert, Sigurdur Gudmundsson, Ann Veronica Janssens, Klaus Jung, Babis Kandilaptis, Jacques Lizène, Bernd Lohaus, Mario Merz, Jacqueline Mesmaeker, Michel Moffarts, Pieter Laurens Mol, Johan Muyle, Luigi Ontani, Julian Opie, Panamarenko, Guilio Paolini, Ulf Rungenhagen, Patrick Saytour, Dan Van Severen, Philippe Van Snick, Jacque Vieille, Jean-Luc Vilmouth), 17 septembre - 31 octobre

#### 1986
- Que le premier qui quitte le pays éteigne la lumière : Fête, 28 février
- Sala Uno : Exposition collective de cinq artistes (Michel Boulanger, Monika Droste, Michel François, Ann Veronica Janssens, Babis Kandilaptis), 1er avril - 20 avril, Rome
- 't Bassin : Exposition collective de dix artistes (Waldo Bien, Franz Buchholz, Joseph Kamikaze, Babis Kandilaptis, Jacques Lizène, Movement Widerstand, Johan Muyle, Udo Rickelhoff, Marina Schoenmaekers, Jonas Wille), 8 juin - 26 juin, Maastricht
- Portrait de Scène à l'Île-aux-Phoques : Exposition collective de vingt-six artises (AFP, Waldo Bien, Michel Boulanger, Philippe Cazal, Leo Copers, Philippe Degobert, Monika Droste, Eric Duyckaerts, Philippe Favier, Michel François, Jef Geys, Sigurdur Gudmundsson, Damien Hustinx, Ann Veronica Janssens, Babis Kandilaptis, Jacques Lizène, Jacqueline Mesmaeker, Pieter Laurens Mol, Johan Muyle, Panamarenko, Guy Rombouts, Patrick Saytour, Philippe Thomas, Narcisse Tordoir, Jean-Luc Vilmouth, Ton Zwerver), 26 juin - 3 août, dans le cadre de la 42e Biennale de Venise
- Portrait de Scène : Exposition collective de douze artistes (Walbo Bien, Michel Boulanger, Monika Droste, Michel François, Sigurdur Gudmundsson, Ann Veronica Janssens, Babis Kandilaptis, Bernd Lohaus, Jacqueline Mesmaeker, Pieter Laurens Mol, Guy Rombouts, Dan Van Severen)
- Jef Geys, Sommaire : Exposition personnelle, 6 décembre - 4 janvier 1987

#### 1987
- Waldo Bien et Johan Muyle : Exposition collective, 20 février - 20 mars, à Paris
- Belgica - Arte in Situazione : Exposition collective de trente-huit artistes (Chantal Akerman, Marc Angeli, Guillaume Bijl, Michel Boulanger, Marcel Broodthaers, Jacques Charlier, Leo Copers, Franky Deconinck, Philippe Degobert, André Delvaux, Monika Droste, Eric Duyckaerts, James Ensor, Filip Francis, Michel François, Michel Frère, Paolo Gasparotto, Paul Gees, Jef Geys, Jean-Marie Gheerardijn, Sigride Hautman, Damien Hustinx, Ann Veronica Janssens, Bábis Kandiláptis, Jacques Lizène, Bernd Lohaus, René Magritte, Marcel Mariën, Jacqueline Mesmaeker, Johan Muyle, Panamarenko, Jean-Pierre Rensonnet, Guy Rombouts, Walter Swennen, Narcisse Tordoir, Dan Van Severen, Philippe Van Snick, Luk Van Soom, Jan Vercruysse, Marthe Wery), 3 avril - 22 avril, Rome
- Waldo Bien, Views From the Cordillera Darwin : Exposition personnelle, 27 avril - 20 mai, Bruxelles
- Symposium International de Sculpture de Marsna 87 : Exposition collective de douze artistes (Kees Bierman, Norman Dilworth, Willem Buys, Jan Carlier, Michel François, Georg Herold, Babis Kandilaptis, Michael Kramer, Jean-Philippe Lecharlier, Ansgar Nierhoff, Loes Van de Putt, Carl Emmanuel Wolff), 7 juillet - 4 août
- Een Stille Oceaan : Exposition collective de cinq artistes (Bas Jan Ader, Waldo Bien, Gerrit Dekker, Sigurdur Gudmundsson, Reinier Lucassen)
- Eurégionale 2 : Exposition collective de huit artistes (Joachim Bandau, Dre Devens, Fons Haagmans, Ben Hansen, Barbara & Michael Leisgen, Jacques Lizène, Johan Muyle, Vincent Van Den Meersch), 9 octobre - 15 novembre, Hasselt

#### 1988
- Guillaume Bijl & Jacques Lizène : 20 février - 15 mars
- Babis Kandilaptis & Jan Carlier : 26 mars - 20 avril
- Belgicisme - Objet dard : Exposition collective de vingt-huit artistes (Guillaume Bijl, Jan Carlier, Jacques Charlier, Leo Copers, Franky Deconinck, Monika Droste, Eric Duyckaerts, Fred Eerdekens, Michel François, Robert Garcet, Jef Geys, Jean-Marie Gheerardijn, Eli Happart, Ann Veronica Janssens, Babis Kandilaptis, Damien Hustinx, Sigride Hautman, Jacques Lizène, Jacqueline Mesmaeker, Urbain Mulkers, Johan Muyle, Ria Pacquée, Panamarenko, Guy Rombouts, Frank Sweijd, Walter Swennen, Luk Van Soom), 21 juin - 31 juillet, dans le cadre de la 43e Biennale de Venise
- Bordeline : Exposition collective (Waldo Bien, Jean-Marie Gheerardijn, Babis Kandilaptis), 17 septembre - 30 octobre, Florence
- Johan J.A.G. Muyle, Les Reines Mortes : Exposition personnelle, 18 novembre - 24 novembre
- États limites - Archives des passions : Exposition collective de quinze artistes (Guillaume Bijl, Waldo Bien, Jan Carlier, Jacques Charlier, Leo Copers, Franky Deconinck, Monika Droste, Eric Duyckaerts, Fred Eerdekens, Michel François, Garcet, Jef Geys, Geirlandt, Jean-Marie Gheerardijn, Sigride Hautman, Damien Hustinx, Ann Veronica Janssens, Babis Kandilaptis, Kloppenburg, Lizène, Mesmaeker, Mulkers, Johan Muyle, Pacquée, Rombouts, Sweijd, Walter Swennen, Luk Van Soom), 1er octobre - 31 décembre

#### 1989
- Babis Kandilaptis, Iconomachie comme Guerre Civile : Exposition personnelle, 23 mars - 6 mai, Bruxelles
- Portes ouvertes, journée du patrimoine : 21 mai
- Pour une exposition internationale itinérante : Exposition collective de deux artistes (Babis Kandilaptis, Johan Muyle), Mai, Valence
- Laurent Jacob & Jean Glibert, Inventaire d'Intervention no 14 : 9 décembre
- Het Latijnse Noorden in Vier Scenes : Exposition collective de quatre artistes (Michel François, Ann Veronica Janssens, Babis Kandilaptis, Johan Muyle), 23 novembre 1989 - 25 février 1990, Hasselt

### Années 1990

#### 1990
- Le merveilleux et la périphérie : Exposition collective de dix artistes (Joachim Bandau, Ger Boosten, Marcel Broodthaers, Jan Carlier, Jacques Charlier, Cirque Divers, Patrick Corillon, Fred Eerdekens, Michel François, Robert Garcet, Jey Geys, Maria Gilissen, Robbe Wolfgang, Thomas Virnich), 8 décembre - 15 janvier 1991
- Angel Vergara Santiago : Exposition personnelle, 8 novembre 1990 - 7 décembre 1991

#### 1991
- La Norme et Le Caprice, Quartiers d'Hiver : Exposition collective de neuf artistes (Cirque Divers, François Curlet, Eric Duyckaerts, Pierre-Étienne Fourre, Michel François, Nicolas Kozakis, Régis Pinault, Charles Straetling, Frédéric Tolmatcheff), 30 janvier - 27 mars
- Club RM - L'Objet du Débat : Exposition collective de douze artistes (Marc Angeli, Rudy W. Beerens, Jan Carlier, Michel Couturier, Walter Daems, Fred Eerdekens, Pierre-Étienne Fourre, Jupp Linssen, Nicolette Pot, Tonn Prins, Andreas Sansoni, Annette Sauermann), 21 novembre - 21 décembre

#### 1993
- Atelier 92-93 : Exposition collective de huit artistes (Laurent Baudoux, Philippe Bertels, Philippe Blondez, Laurent Chambert, Alec de Busschere, Aniceto Lopez, Franck Scurti, Jurgen Voordeckers), 29 janvier - 27 février
- François Curlet, Homeless is more : mars 1993 - 1996
- Exposition collective de quatre artistes (Jacques Lizène, Jean-Marie Gheerardijn, Frédéric Tolmatcheff, Monsieur Delmotte), 23 avril - 22 mai
- Le Jardin de la Vierge : Exposition collective de septante-trois artistes (Carl André, Marc Angeli, Giovanni Anselmo, Arts premiers (Afrique - Asie - Océanie), Lothar Baumgarten, Joseph Beuys, Waldo Bien, Maurice Blaussyld, Karl Blossfeldt, Alighiero Boetti, Michel Boulanger, Stanley Brouwn, Günter Brus, Chris Burden, Balthasar Burkhard, André Caderé, Pier Paolo Calzolari, Marcel Duchamp, Eric Duyckaerts, Barry Flanagan, Michel François, Hamish Fulton, Anya Gallaccio, Gérard Gasiorowski, Jean-Marie Gheerardijn, Alberto Giacometti, Gilbert & George, Rebecca Horn, Ann Veronica Janssens, Babis Kandilaptis, Anish Kapoor, On Kawara, Yves Klein, Pierre Klossowski, Jannis Kounellis, Wolfgang Laib, Wilhelm Lehmbruck, Eugène Leroy, Jacques Lizene, Bernd Lohaus, Richard Long, Piero Manzoni, John McCracken, Mario Merz, Jacqueline Mesmazker, Henri Michaux, Pieter Laurens Mol, Jorge Molder, Johan Muyle, Bruce Nauman, Luigi Ontani, Baudouin Oosterlynck, Roman Opalka, Blinky Palermo, Panamarenko, Pino Psacali, Giuseppe Penone, Maurice Perenne, Man Ray, Jean-Pierre Raynaud, Auguste Rodin, Alexandre Rodtchenko, Félicien Rops, Ulrich Rückriem, Robert Ryman, August Sander, Richard Serra, Andres Serrano, Harry Shunk, Rudolf Steiner, Robert Therrien, Marc Trivier, James Turrell, Günter Umberg, Dan Van Severen, Bram Van Velde, Gilberto Zorio), 10 septembre - 17 octobre, Bruxelles

#### 1994
- La tentation de l'image : Exposition collective de six artistes (Patrick Corillon, Michel François, Ann Veronica Janssens, Babis Kandilaptis, Jacques Lizène, Johan Muyle), décembre 1993 - février 1994, Lisbonne
- Maurice Pirenne, Un choix d'œuvres : Exposition personnelle, 3 mars - 30 avril
- Du naturel au virtuel, tout vice versé : Exposition collective de deux artistes (T. Laï, G. Macsai), 17 juin
- Aménagement du site Saint-Léonard : 15 juin - 30 juin
- Toscani, Débat de Rue : Exposition personnelle, 24 juin - 30 septembre, Bruxelles
- Monsieur Delmotte, Le Môde de la Mônde : Exposition personnelle, 25 novembre - 24 décembre
- Jacques Charlier, L'Art à Contretemps : Présentation d'un livre, 18 novembre - 24 décembre

#### 1995
- Présentation du dossier B : Bruxelles
- Zapp Magazine
- Le retour de Super 8 : 3 mars
- Marc Angeli - Michel Boulanger : Exposition collective de deux artistes, 12 mai - 24 juin
- Foul Cable Video : Exposition collective de dix-neuf artistes (O. Borremans, Ronald Dagonnier, T. Delvigne, A. Dos Santos, M. Dutry, F. Eggen, G. Firrincieli, P. Fohnen, A. Friquet, Babis Kandilaptis, F. Krauth, T. Laï, Jacques Lizene, D. & J.L. Nyst, Ora Pro Nobis, P. Schosse, F. Thomalla, Z. Trutin, M. Vaccaro), 26 mai - 7 juin
- Les Fragments du Désir : Exposition collective de cent-onze artistes (Vito Acconci, Carl André, Giovanni Anselmi, John Armleder, Art & Langage, Robert Barry, Lothar Baumgarten, Bernd & Hilla Becher, Ben, Joseph Beuys, Jean-Sylvain Bieth, Alighiero Boetti, Marinus Boezem, Christian Boltanski, Herbert Brandl, George Brecht, Stanley Brouwn, Günter Brus, Daniel Buren, Jean-Marc Bustamente, Pier Paolo Calzolari, Henri Cartier-Bresson, Jacques Charlier, James Coleman, Gérard Collin-Thiébaut, Hanne Darboven, Steve Di Benedetto, Erik Dietman, Martin Disler, Robert Doisneau, Peter Downsbrough, Luciano Fabro, Helmut Federle, Robert Filliou, Dan Flavin, Lee Friedlander, Isa Genzken, Dan Graham, Rodney Graham, Hans Haacke, Raymond Hains, François Hers, Fabrice Hybert, Peter Joseph, Laurent Joubert, Donald Judd, Richard Kalvar, Per Kirkeby, Harald Klingelhöller, John Knight, Imi Knoebel, Joseph Koudelka, Jannis Kounellis, Jean-Marie Krauth, Wolfgang Laib, Bertrand Lavier, Barbara & Michael Leisgen, Eugène Leroy, Sol Lewitt, Winston Link O., Thomas Locher, Bernd Lohaus, Richard Long, Baudouin Luquet, Urs Lüthi, Marcel Mariën, Matthew Mc Caslin, Pierre Mercier, Mario Merz, Henri Michaux, François Morrelet, Owen Morrel, Richard Mortensen, Olivier Mosset, Matt Mullican, Bruce Maumann, Aurélie Nemours, Nils-Udo, On Kawara, Dennis Oppenheim, Panamarenko, Giulio Paolini, Laurie Parsons, Emmanuel Pereire, Michelangelo Pistoletto, Royden Rabinowitch, Markus Raetz, Arnulf Rainer, Jean-Pierre Raynaud, Gerhard Richter, Ulrich Ruckriem, Claude Rutault, Reiner Ruthenbeck, S. M. S., Thomas Scütte, Michael Scott, Ettore Spalletti, Daniel Spoeri, Pat Steir, Niele Toroni, Marc Trivier, Rosemarie Trockel, Richard Tuttle, Jan Vercruysse, Dider Vermeiren, Jacques Villegle, Hannah Villiger, Jeff Wall, Joan Wallace, Andy Warhol, Boyd Webb, Lawrence Weiner, Marthe Wery, Franz West, Otto Zitko, Gilberto Zorio), 1er juin - 15 août, Bruxelles
- Les yeux d’un monde : Exposition collective de quarante-cinq artistes (Francis Alys, Marc Angeli, Eric Angenot, Marcel Berlanger, Joseph Beuys, Michel Boulanger, Jean-Paul Brohez, Jan Carlier, Jacques Charlier, Ferdinand Chevalier, Brigitte Closset, Leo Copers, François Curlet, Monsieur Delmotte, Eric Duyckaerts, Fred Eerdekens, David Evrad, Vincent, Pierre-Étienne Fourré, Michel François, Robert Garcet, Jef Geys, Jean-Marie Gheerardijn, Alberto Giacometti, Maria Gilissen, Marcel Hubert, Babis Kandilaptis, Nicolas Kozakis, Bertrand Lavier, Jacques Lizène, Bernd Lohaus, Aniceto Expositionsito Lopez, Jacqueline Mesmaeker, Johan Muyle, Luigi Ontani, Régis Pinault, Maurice Pirenne, Jean-Pierre Ransonnet, Guy Rombouts, Pascale Rouffart, Jules Schmalzigaug, Frédéric Tolmatcheff, Marc Trivier, Günter Umberg, Angel Vergara), 29 septembre
- Carte blanche à Garrett List : Concerts, 28 octobre - 10 novembre
- Monsieur Delmotte & Ted Milton : Exposition collective de deux artistes, 22 décembre

#### 1996
- Monsieur Delmotte & Ted Milton : Exposition collective de deux artistes, 22 mars - 15 mai, Lille
- Alÿs Roussel Vondenhoff : Exposition collective de trois artistes (F. Alÿs, B. Roussel, R. Vondenhoff), 12 avril - 5 mai, Maastricht
- Solstice : Exposition collective de vingt artistes (Waldo Bien, Jean-Paul Brohez, Damien Hustinx, Jan Carlier, Benoït Christiaens, François Curlet, Michael Dans, Alain De Clerck, Edith Dekyndt, Pierre-Étienne Fourré, Pierre-Etienneré, Michel François, Robert Garcet, Jean-Marie Gheerardijn, Jean Glibert, Babis Kandilaptis, Nicolas Kozakis, Jacques Lizène, Jacqueline Mesmaeker, Angel Otello, Benoît Roussel), 24 mai - 24 juin
- Art et Nature : Exposition collective de huit artistes (Waldo Bien, Benoît Christiaens, François Curlet, Edith Dekyndt, Monsieur Delmotte, Pierre-Étienne Fourré, Pierre-Etienneré, Robert Garcet, Jean-Marie Gheerardijn, Jean Glibert, Babis Kandilaptis, Nicolas Kozakis, Jacques Lizène, Benoit Roussel), 25 mai - 22 juin
- +/- 103 jours : vidéo : Projection (T. Allard, F. Cormier, K. Diekman, P. Mormino), 13 décembre - 14 décembre

#### 1997
- UEO - Collection en Expositions : Exposition collective de trente-six artistes (Bernd & Hilla Becher, Ben, Günter Brus, Victor Burgin, Jean-Marc Bustamante, Henri Cartier-Bresson, Jacques Charlier, Gérard Collin-Thiebaut, Erik Dietman, Robert Doisneau, Michel François, Jef Geys, François Hers, Joumar, Joseph Koudelka, Bertrand Lavier, Jean Le Gac, Leisgen, Eugène Leroy, O. Winston Link, Urs Lüthi, Marcel Mariën, Mercier, Muchals, Morrel, Bruce Nauman, Nils-Udo, Luigi Ontani, Aetz, Arnulf Rainer, Daniel Spoerri, Marc Trivier, Van Den Eeckhout, Jan Vercruysse, Jacques Villeglé, Wolfgang Webb, Welling), 21 janvier - juin 1997, Bruxelles
- Privé - Public : Exposition collective, 25 avril - 29 avril, Bruxelles
- Bernd Lohaus : Exposition personnelle, 22 mars - 31 mai
- Champs Libres : Plus de dix artistes, 1er mai
- Els Opsomer, Annick Nolle, Marc Vanderleenen : Exposition collective, juin 1997
- Frédéric Vaesen : Exposition personnelle, septembre 1997
- Ann Veronica Janssens, Oliviero Toscani, Michel François : Exposition collective, 23 octobre - 25 octobre
- Jacques Lizène : Exposition personnelle, novembre 1997 - décembre 1997, Hasselt

#### 1998
- Michel François : Exposition personnelle, novembre 1997 - janvier 1998
- JM Gheerardijn : Exposition personnelle, 6 novembre 1997 - octobre 2001
- École liégeoise et spécialités belges : Exposition collective de trente-deux artistes (Francis Alÿs, Marc Angeli, Harold Barreiro, Michel Boulanger, Charles Bresmal, Brigitte Closset, Jeanne Cunill, Eric Delmotte, Daniel Fourre, Pierre-Etienneneau, Michel François, Robert Garcet, Jean-Marie Gheerardijn, Maria Gilissen, Pierre Houcmant, Marcel Hubert, Damien Hustinx, Alain Janssens, Babis Kandilaptis, Jacques Lizène, Aniceto Lopez, Paul Mahoux, François Medard, Kees Nieuwenhuis, Maurice Pirenne, Pascale Rouffart, Benoit Roussel, Jean-Michel Sarlet, Georges Thiry, Marc Trivier, Luc Vaiser, Angel Vergara), 16 décembre 1997 - 28 février
- Harold Barreiro, L’Entonnoir Extroverti : 30 janvier - 15 février
- Michel François, Les Affiches : Exposition personnelle, mars 1998 - avril 1998
- Eurogéniale : Exposition collective, 23 mars - 23 août
- ArtBrussels : Exposition d'archives de 1983 - 1998, 24 avril - 28 avril, Bruxelles
- Daniel Fourneau, En route pour la Décharge : Exposition personnelle, 13 mars - 17 avril
- Images d’Exposition 1983-1998 : Exposition d'images d'archives de 1983 - 1998, 12 juin - 30 juin
- Veux-tu faire partie du fan club de Michael Dans ? : Exposition personnelle, 12 décembre - 11 janvier 1999

#### 1999
- Strange Fruits : Exposition collective de dix-sept artistes (Pascal Bernier, Elke Boon, Jean-Robert Cuttaïa, Michael Dans, Vincent Geyskens, Patrick Guns, Sven t'Jolle, Jacques Lizene, People Day, Gwendoline Robin, Benoit Roussel, Daniele Buetti, Monsieur Delmotte, Pablo Garcia Rubio, Guido'lu, Régis Pinault), 6 février - 3 mars
- Museum onder water : Exposition collective de onze artises (Jan Carlier (commissaire invité), Hub Baerten, François Curlet, Michael Dans, Jan Van Den Dobbelsteen, Dmitri Dulfan, Fred Eerdekens, Babis Kandilaptis, Franciska Lambrechts, Jethro Volders, Filip Van Dingenen), 6 mars - 18 avril, Hasselt
- Art Brussels : Exposition collective de dix artistes (Francis Alys, François Curlet, Michael Dans, Laone Dos Santos Lopes, Pierre-Étienne Fourré, Pierre-Étienne Re, Michel François, Ann Veronica Janssens, Babis Kandilaptis, Benoit Plateus, Skart), 23 avril - 27 avril, Bruxelles
- Une théorie de l’Association : Exposition de dix artistes (Laura Couderc, Damien Deroubaix, Bertrand Diacre-Pieplu, Gérald Garbez, Rémy Jacquier, Delphine Mazur, Cédric Mompach, Sébastien Célotti, Assan Smatti, Marie-Claire Tati), 30 avril - 21 mai, Liège et Paris
- Ann Veronica Janssens, Superspace : Festival, 20 mai - 29 mai
- Johan Muyle, Quand les jours meilleurs se font attendre : Exposition personnelle
- Horror Vacui : Exposition collective de deux artistes (Michel François, Ann Veronica Janssens), 9 juin - 7 novembre, dans le cadre de la 48e Biennale de Venise
- En attendant l’année dernière : Exposition collective de dix-sept artistes (Francis Alÿs, Michel Antaki, François Curlet, Michael Dans, Alain De Clerck, Laone Dos Santos Lopes, Honoré d’O, Charles François, Pierre-Étienne Fourré, Michel François, Ann Veronica Janssens, Jacques Lizène, Emilio Lopez-Menchero, Erwan Maheo, NordProject & Co, Benoît Platéus, Skart ), 6 novembre, dans le cadre de la 48e Biennale de Venise

### Années 2000

#### 2000
- Pièces à conviction : Arc Public et exposition collective de dix-neuf artistes (Francis Alÿs, Isabelle Arthuis, François Curlet, Michael Dans, Pierre-Étienne Fourré, Michel François, Jean-Marie Gheerardijn, Patrick Guns, Ann Veronica Janssens, Jacques Lizène, Bernd Lohaus, Laone Lopes, Erwan Maheo, Jacqueline Mesmaeker, Johan Muyle, Benoit Platéus, Franck Scurti, Jacques Charlier, Guillaume Bijl), mai 2000, Liège et Bruxelles
- Marres : Exposition collective de sept artistes (François Curlet, Benoit Platéus, Michael Dans, Gyuri Macsai, Franck Scurti, Pierre-Étienne Fourré, Jean-Marie Gheerardijn), 2 juin - 25 juin, Maastricht
- Mouvement : Exposition collective de onze artistes (Liliane Dewachter, Guillaume Bijl, Johan Pas, Boy Stappaerts, Anny De Decker, Bernd Lohaus, Hans Theys, Guy Rombouts, Ulrike Lindmayr, Christoph Fink & Joëlle Tuerlinckx), 25 juin - 24 septembre, Anvers
- Métamorphoses : Exposition collective, 16 septembre - 17 septembre, Bruxelles
- Jean-Marie Gheerardijn - Benoît Platéus - Jacques Lizène : Exposition collective, 2000 - 2001

#### 2001
- Benoît Platéus : Exposition personnelle, 26 avril - 30 juin
- La Trahison des Images : Exposition collective de quinze artistes (Marcel Berlanger, François Curlet, Michael Dans, Édith Dekyndt, Eric Duyckaerts, Patrick Everaert, Jean-Pierre Khazem, Jean-Marie Gheerardijn, Michel François, Patrick Guns, Jacques Lizene, Johan Muyle, Benoit Plateus, Benoît Roussel), 7 juin - 9 septembre, dans le cadre de la 49e Biennale de Venise

- Ici & maintenant / Hier & nu : Exposition collective de cent-vingt artistes (Jacques André, Marc Angeli, Eric Angenot, Isabelle Arthuis, Olivier Barrea, Laurent Baudoux, Marcel Berlanger, Daphna Blancherie, Fred Biesmans, Guillaume Bijl, Alain Bornain, Dirk Braeckman, Ricardo Brey, Guy Cardoso, Jan Carlier, Frank Castelyns, Wim Catrysse, Jacques Charlier, Jeanine Cohen, Leo Copers, Laura Couderc, Michel Couturier, Ronald Dagonnier, Michael Dans, Goele De Bruyn, Francky Deconinck, Didier Decoux, Jan De Cock, Philippe Degobert, Edith Dekyndt, Jean Delouvroy, Daniel Deltour, Simona Denicolai & Ivo Prouvoost, Jean-Paul Deridder, Johan Deschuymer, Peter Downsbrough, Lise Duclaux, Éric Duyckaerts, Fred Eerdekens, Lionel Esteve, Patrick Everaert, David Evrad, Sylvie Eyberg, First Cask, Jean-Pascal Flavien, Olivier Foulon, Pierre-Étienne Fourré, Filip Francis, Michel François, Frédéric Gaillard, Dora Garcia, Alain Géronnez, Jean-Marie Gheerardijn, Stéphane Gilot, Guy Giraud, Jean Glibert, Geert Goiris, Olivier Grossetête, Patrick Guns, Ronny Heiremans, Christian Israel, Henri Jacobs, Manfred Jade, Ann Veronica Janssens, Lucas Jodogne, Marin Kasimir, Steve Kaspar, David Lamelas, Jozef Legrand, Michel Leonardi, Stefan Liberski, Jacques Lizène, Bernd Lohaus, Emilio Lopes-Menchero, Toma Muteba Luntumbue, Sylvie Macias-Dias, Gyuri Macsai, Annemie Maes, Erwan Maheo, Valérie Mannaerts, Guy Mees, Vincent Meesen, Nathalie Mertens, Jacqueline Mesmaeker, Dirk Meylaerts, Carlo Mistiaen, Jean-Luc Moerman & Wim Van den Bogaert, Michel Mouffe, Johan Muyle, Xavier Noiret-Thomé, Annick Nolle & Neven, Nord Project & Co, Els Opsomer, Ria Pacquee, Charlemagne Palestine, Panamarenko, Joaquim Pereira Eires, Pol Pierart, Régis Pinault, Benoît Platéus, Klaus Pobitzer, Claudia Radulescu, Perry Roberts, Gwendoline Robin, Guy Rombouts, Kurt Ryslavy, Olivier Stevenart, Jean Stijl, Walter Swennen, Pierre Tatu, Pascale Marthine Tayou, Christophe Terlinden, Christophe Touzot, Frank Theys, Koen Theys, Dominique Thirion, Tilman, Marc Trivier, Ulises Urra Hernandez, Philippe Van Damme, Dimitri Vangrunderbeek, Lukas Vandenabeele, Richard Venlet, Danny Venlet, Katleen Vermier, Piki Verschueren, Koen Wastijn, Sophie Whettnall, Erich Weiss, Marthe Wéry, Thierry Zeno, 16 septembre - 28 octobre, Bruxelles

#### 2002
- Jacques Lizène : Exposition personnelle, février - septembre 2002
- Retrouvailles
- Enjeu : 26 octobre
- Le colloque des chiens : Exposition collective, 4 octobre - 15 décembre

#### 2003
- Stéphane Gilot, Foire d'empoigne : Exposition personnelle, 22 janvier - 22 février
- Le corps de l’artiste/il corpo dell’arte : Conférence, 24 janvier - 25 janvier
- Eric Duyckaerts : Production vidéo et conférence, 17 février - 20 mars, Rome
- Le colloque des chiens : Exposition collective d'images d'archives de quatorze artistes (Francis Alys, François Curlet, Michael Dans, Honoré d'O, Eric Duyckaerts, Michel François, Patrick Guns, Jean-Pierre Khazem, Jacques Lizene, Laone Lopes, Emilio Lopez-Menchero, Johan Muyle, NordProject & Co, Pascale Marthine Tayou), 7 mars - 25 juin, Paris
- Collection Vidéographie : Projection collective d'archives de quinze artistes (Ulay & Marina Abramovic, Laurie Anderson, Marie André, Robert Ashley, Michèle Blondeel, Jacques Charlier, Giuseppe Chiarri, Brigitte Fontaine, Fred Forest, Nan Hoover, Boris Lehman, Jacques-Louis Nyst, Jean-Claude Riga, Koen Theys, Ben Vautier, Wolf Vostell), 12 juin - 14 juin, dans le cadre de la 50e Biennale de Venise

#### 2004
- Arrabal sur le Cirque Divers : Conférence, 14 février
- Le carnaval des rumeurs : Carnaval, 28 février
- Les Afriques : Exposition collective de quarante-cinq artistes (Oladele Ajiboye Bamgboye, Fernando Alvim, Bili Bidjocka, Guillaume Bijl, Bodo, Zoulikha Bouabdellah, Gast Bouschet, Lisa Brice, Frédéric Bruly Bouabre, Philippe Cazal, Chris Cunningham, François Curlet, Messieurs Delmotte, Mohamed El Baz, Mounir Fatmi, Michel François, Meschac Gaba, Kendell Geers, Jean-Marie Gheerardijn, Groupov, Patrick Guns, David Hammons, Kay Hassan, Alfredo Jaar, William Kentridge, Bodys Isek Kingelez, Jacques Lizène, Michèle Magema, Steve Mcqueen, Moke, Zwellethu Mthethwa, Toma Muteba Luntumbue, Johan Muyle, Ingrid Mwangi, Olu Oguibe, Bruno Peinado, Fabien Rigobert, Chéri Samba, Franck Scurti, Yinka Shonibare, Pascale Marthine Tayou, Barthélémy Toguo, Oliviero Toscani, Minnette Vári (en)), 31 mars - 8 août, Lille

#### 2005
- BlackBox - Les Afriques & Collages – Gyuri Macsai : 9 juin - 11 juin, dans le cadre de la 51e Biennale de Venise
- Le Carnaval des Secrets : Carnaval, 3 mars - 8 août
- Au Nord, les Coteaux : Concerts et fêtes de neuf artistes (Damien Boy, Claymore pipe band, John Cockerill, Hugo Freegow, From follows lighting, Jerry, Les Poupées Russes, Les Sentinelles Goa, We just art), 1er octobre
- Bel été : Fêtes, 21 août - 10 septembre

#### 2006
- Images Publiques : Exposition collective de vingt-six artistes (Isabelle Arthuis, Vincent Beeckman, Marcel Berlanger, Guillaume Bijl, Michel Couturier, François Curlet, Michaël Dans, Michel François, Kendell Geers, Jef Geys, Patrick Guns, Babis Kandilaptis, Marin Kasimir, Nicolas Kozakis, Jacques Lizene, Emilio Lopez-Menchero, Gyuri Macsai, Erwan Maheo, Johan Muyle, Selçuk Mutlu, Pierre-Étienne Fourré, Dan Perjovschi, Personal Cinema, Benoît Plateus, Jimmy Robert, Pascale Marthine Tayou, Christophe Terlinden, Qingsong Wang), 15 mai - 17 septembre, dans le cadre de la 1re Triennale d'Arts Publiques de Liège
- After Cage : Exposition collective de cinquante-deux artistes (Maastricht, Collaboration eurégionale, 52 artistes. Francis Alys, Michel Antaki, Marcel Berlanger, Capitaine Lonchamps, Jan Carlier, Jacques Charlier, Leo Copers, Michel Couturier, François Curlet, Ronald Dagonnier, Michael Dans, Léonard Defrance, Jean Del Cour, Messieurs Delmotte, Robert Devriendt, Jean Dols, Albrecht Dürer, James Ensor, Alain d'Hooghe, Eric Duyckaerts, Robert Filliou, Michel François, Robert Garcet, Pierre Gérard, Jef Geys, Jean-Marie Gheerardijn, Maria Gilissen, Ann Veronica Janssens, Babis Kandilaptis, Marin Kasimir, Suchan Kinoshita, Nicolas Kozakis, Jacques Lizene, Gyuri Macsai, Selçuk Mutlu, Johan Muyle, NordProject & Co, Pierre-Étienne Fourré, Personal Cinema, Pol Piepart, Benoit Plateus, Patrick Regout, Benoit Roussel, Franck Scurti, Walter Swennen, Christophe Terlinden, Georges Thiry, Roland Topor, Angel Vergara, Armand Rassenfosse, Félicien Rops, Antoine Wiertz), 24 juin - 24 septembre, dans le cadre de Eurogéniale
- Art contemporain et patrimoine industriel : 18e Journée du patrimoine, 9 septembre - 15 octobre
- People to people : 23 novembre - 25 novembre

#### 2007
- Images d’Exposition : Exposition d'images d'archives de huit artistes (Marcel Berlanger, François Curlet, Michael Dans, Jean-Marie Gheerardijn, Marin Kasimir, Jacques Lizene, Selçuk Mutlu, Benoit Plateus), 1er mars, Éthiopie
- Images d’Exposition : Exposition d'images d'archives de huit artistes (Marcel Berlanger, François Curlet, Michael Dans, Jean-Marie Gheerardijn, Marin Kasimir, Jacques Lizene, Selçuk Mutlu, Benoit Plateus), 29 mars - 25 juin, Bruxelles
- Patrick Regout, Histoires naturelles : Exposition personnelle, 15 mars - 14 avril, Bruxelles
- Jacques Lizène, Sculptures génétiques - Rotation des stocks : Exposition personnelle, 19 avril - 26 mai, Bruxelles
- Rencontrer l’Europe - Chypre : Exposition collective de dix artistes (Klitsa Antoniou, Senith Cavusoglu, Yiannos Economou, Achilleas Kentonis, Atesh Kozal, Lia Lapithi Shukuroglou, Maria Papacharalambous, Artemis Raounas, Demetris Rousos, Andreas Savva), 28 juin
- L’âne et Gheerardijn : Exposition personnelle, 7 juin - 30 septembre, Bruxelles
- Gyuri Macsai – Selçuk Mutlu – Eric Duyckaerts : Exposition collective, juin 2011 - novembre 2011, dans le cadre de la 52e Biennale de Venise
- Jacques Lizène, Sculptures génétiques - Rotation des stocks : Exposition personnelle, 6 octobre - 17 novembre
- Regards Projetés : Art Public de quatre artistes (Michel Couturier, Ronald Dagonnier, Gyuri Macsai, Selçuk Mutlu), 6 octobre
- Selçuk Mutlu : Exposition personnelle, octobre - novembre 2007, Bruxelles
- L’âne et Gheerardijn II : Exposition personnelle, 6 octobre - 17 novembre
- Marc Angeli, De nature organique : Exposition personnelle, 5 octobre - 17 novembre, Bruxelles
- Eric Duyckaerts, La nuit transfigurée : Exposition personnelle d'archives, 9 novembre, Bruxelles
- Patrick Regout, Histoires naturelles : Exposition personnelle 1er décembre - 2 février 2008
- Marc Angeli, De nature organique : Exposition personnelle, 1er décembre - 2 février 2008

#### 2008
- Quartiers d’Hiver 2008 : Exposition collective de treize artistes (Vincent Beeckman, Frederic Darras, Laurent Dupont-Garitte, Yannick Franck, Laurent Impeduglia, King Lee, Selçuk Mutlu, Delphine Noels, Fabian Rouwette, Olivier Pê, Antoine Van Impe, Marc Wemdelski, Marie Zolamian), 29 février - 15 mars
- Archives Actives : Exposition collective d'archives de onze artistes (Marcel Berlanger, Guillaume Bijl, François Curlet, Michael Dans, Michel François, Jean-Marie Gheerardijn, Marin Kasimir, Nicolas Kosakis, Jacques Lizène, Gyuri Macsai, Emilio Lopez-Menchero), 29 février - 30 avril, Bruxelles
- No Connection : Exposition collective de trois artistes (Robert Dragot, Nicolas Kozakis, Koen Wastijn), juin, Bruxelles
- Wilmes & Mascaux : Art Public, 4 octobre
- Archives Actives : Exposition collective de huit artistes (Marcel Berlanger, François Curlet, Michael Dans, Michel François, Jean-Marie Gheerardijn, Marin Kasimir, Selçuk Mutlu, Benoit Plateus), septembre - décembre

#### 2009
- Le(s) moi(s) de Lizène : Exposition personnelle, 31 janvier - 27 mars
- Faux Jumeaux : Conférence, 19 avril
- Œuvres et Images : Exposition collective de huit artistes (Marcel Berlanger, François Curlet, Michael Dans, Michel François, Jean-Marie Gheerardijn, Marin Kasimir, Selçuk Mutlu, Benoit Plateus), 23 - 27 avril, Bruxelles
- Lizène : génied’artmédiocre2046 : Exposition personnelle, 2 août - 20 septembre, Eupen (Belgique)
- Gheerardijn, 100 images dans la ville : Exposition personnelle, 7 juin - 22 novembre, dans le cadre de la 53e Biennale de Venise

### Années 2010

#### 2010
- Visage : Projection de film, janvier
- La collection RTBF : Exposition d'artistes sélectionnés par le concours de la RTBF, 13 - 14 février
- Carnaval du Nord : Carnaval, 20 février
- Cycle & métamorphoses : Exposition de treize œuvres de Jacques Lizène, 13 mai - 7 juillet
- Carnets de voyages – Edmond Dartevelle, un valeureux explorateur africain : 1er juin - 11 novembre
- Mixed 2010 : Exposition de dix-sept œuvres de Jacques Lizène, 10 - 26 juillet
- Animal’s : Exposition collective de trois artistes (Johan Muyle, Jean-Marie Gheerardijn, Michaël Dans), 3 juillet - 29 août, Bastogne (Belgique)
- Aquarium d’artistes : Exposition collective de quatre artistes (Ronald Dagonier, Jacques Lizene, Gyuri Macsai, Selçuk Mutlu), 2 octobre
- Micro Festival : Festival de musique, 7 août
- Regards projetés : Compilation d'œuvres audiovisuelles de dix artistes (Frédéric Darras, Honoré d'O, Laurent Dupont-Garitte, Pierre-Étienne Fourré, Pierre-Jean Giloux, Johan Grimonprez, Jacques Lizene, Selçuk Mutlu, Nicolas Provost, Sophie Whettnall), 3 septembre, Nice (France)
- FIG. painting – Marcel Berlanger : 25 - 27 novembre
- Jardin d'hiver – Œuvres maîtresses contemporaines du Bonnefantenmuseum de Maastricht : Exposition collective de dix artistes (Marcel Broodthaers, Paul Chan, Hugo Debaere, Bas de Watt, Michaël Krebber, Sol Lewitt, Mario Mertz, Pawel Althamer & Artur Zmiejewski, Roman Signer), 26 novembre - 27 février 2011

#### 2011
- Selçuk Mutlu : Exposition personnelle, 2010 - 2011
- Wintertuin – Moderne meesterwerken uit het Museum voor Hedendaagse Kunst Luik : Exposition collective de vingt-deux artistes (Hans Arp, Jan Brusselmans, Marc Chagall, James Ensor, Henri Evenepoel, Jean Fautrier, Paul Gauguin, Charles Édouard Jeanneret (Le Corbusier), Oskar Kokoschka, Fernand Léger, Max Liebermann, René Magritte, Franz Marc, Claude Monet, Pablo Picasso, Camille Pissarro, Paul Signac, Jakob Smits, Alfred Stevens, Théo Van Rysselberghe, Antoine-Joseph Wiertz, Rik Wouters), 18 mars - 19 juin
- Marcel Berlanger : Exposition personnelle, 2010 - 2011
- 2012
- La collection RTBF / De Canvascollectie à Bozar (Bruxelles)
- Benoit Platéus « Les vestibules dans le Ciel » du 26 juin au 6 octobre à Espace 251 Nord
- Ann Veronica Janssens à La Comète du 18 août au 9 septembre
- Charlotte Beaudry du 26 janvier au 2 mars à Espace 251 Nord
- 2013 :
- Christophe Terlineé « STOCK » du 7 septembre au 19 octobre à Espace 251 Nord
- 2014 :
- Michel Dans « What’s now is now du 10 janvier au 28 février

#### 2020
- Yann Freichels “Da-Sein”, 26 et 27septembre à La Comète[9]

#### 2021
- Roger Jacob - Marcel Hubert, 27 Mars au 26 juin